# Alan Ashton
Alan Conway Ashton (* 7. Mai 1942 in Salt Lake City, Utah) ist ein US-amerikanischer Informatik-Professor und Unternehmer sowie Mitentwickler von WordPerfect, wofür eine Softwarefirma entstand.
Ashton studierte Informatik und Musik an der University of Utah. In den 1970er Jahren wurde er Professor an der Brigham Young University, wo er mit seinem Studenten Bruce Bastian (1948–2024) das Textverarbeitungsprogramm WordPerfect entwickelte und 1979 dafür eine Firma (Satellite Software International, später WordPerfect Corporation) gründete. 1987 gab er seine Professur auf und wurde Präsident und CEO der Firma, die er mit Bastian (beide hielten jeweils rund die Hälfte der Aktien) und Pete Peterson leitete. Nach der Übernahme von WordPerfect durch Novell 1994 gehörte Ashton bis 1996 dem Board of Directors von Novell an.
1999 gründete er die Risikokapitalgesellschaft ASH Capital. Den Thanksgiving Point in Lehi, ein kommunales Zentrum mit schulischen Aktivitäten, einem Museum und Golfplatz, gründete er mit seiner Frau Karen Ashton. Mit ihr hat er elf Kinder.
Als Mormone (LDS) erfüllte er zwei Missionen für seine Kirche: in seiner Jugend als Predigt-Missionar in Deutschland, 2004 bis 2006 als Missions-Präsident zusammen mit seiner Frau in West-Ontario. Einer seiner Großväter ist der ehemalige Präsident der Kirche Jesu Christi der Heiligen der Letzten Tage, David O. McKay.